# Abudefduf
Abudefduf  is een geslacht van uit de familie Pomacentridae. Het geslacht kent vele soorten (zie tekst). De naam is afgeleid van het Arabisch: abu is vader, def is zijde of flank en duf is de nadrukkelijke meervoud aanduiding. Dus de naam betekent: met opvallende flanken. Het zijn beweeglijke vissen die vaak in scholen voorkomen in holten of spelten van koraalriffen. Een bekende soort is Abudefduf saxatilis, ook wel Sergeant-Majoorvis genoemd. Deze is witachtig geel gekleurd, met donkere banden. 

## Soorten
- Abudefduf abdominalis (Quoy & Gaimard, 1825)
- Abudefduf bengalensis (Bloch, 1787)
- Abudefduf concolor (Gill, 1862)
- Abudefduf conformis (Randall & Earle, 1999)
- Abudefduf declivifrons (Gill, 1862)
- Abudefduf hoefleri (Steindachner, 1881)
- Abudefduf lorenzi (Hensley & Allen, 1977)
- Abudefduf luridus (Cuvier, 1830)
- Abudefduf margariteus (Cuvier, 1830)
- Abudefduf natalensis (Hensley & Randall, 1983)
- Abudefduf nigrimargo (Wibowa, Koeda, Muto & Motomura, 2018)
- Abudefduf notatus (Day, 1870)
- Abudefduf saxatilis (Linnaeus, 1758) – Sergeant-majoorvis
- Abudefduf septemfasciatus (Cuvier, 1830)
- Abudefduf sexfasciatus (Lacépède, 1801)
- Abudefduf sordidus (Forsskål, 1775)
- Abudefduf sparoides (Quoy & Gaimard, 1825)
- Abudefduf taurus (Müller & Troschel, 1848)
- Abudefduf troschelii (Gill, 1862)
- Abudefduf vaigiensis (Quoy & Gaimard, 1825)
- Abudefduf whitleyi (Allen & Robertson, 1974)

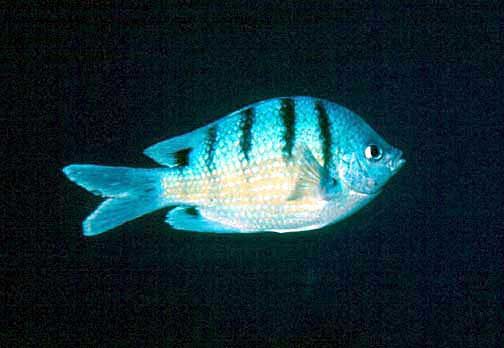
Abudefduf abdominalis
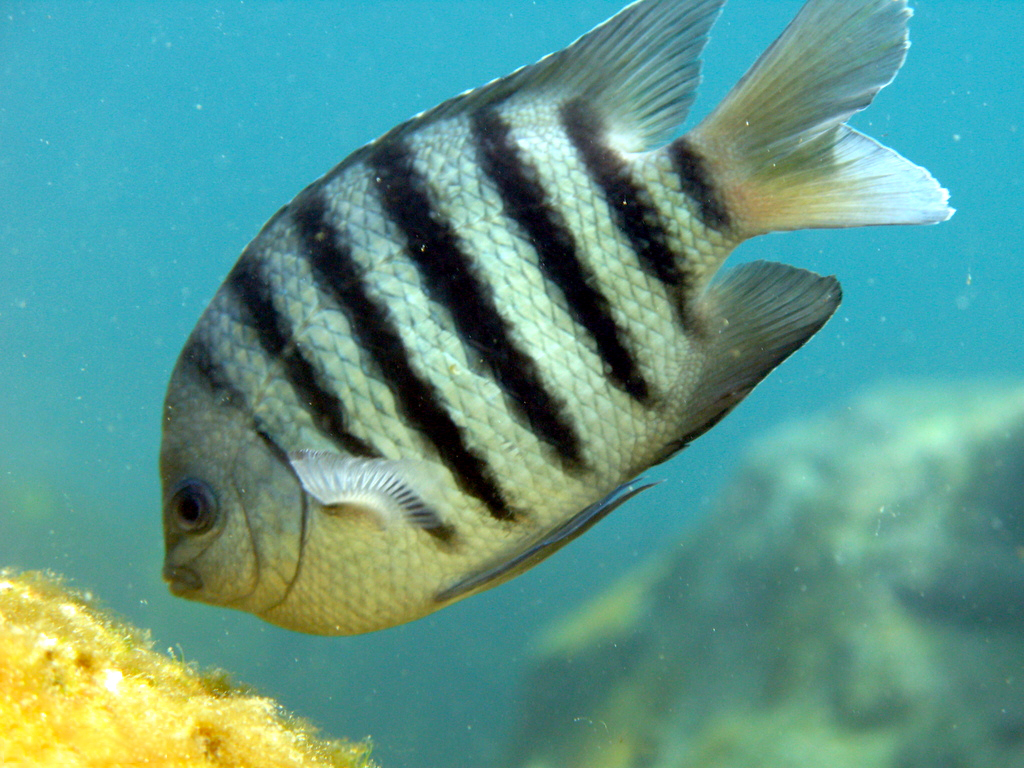
Abudefduf bengalensis
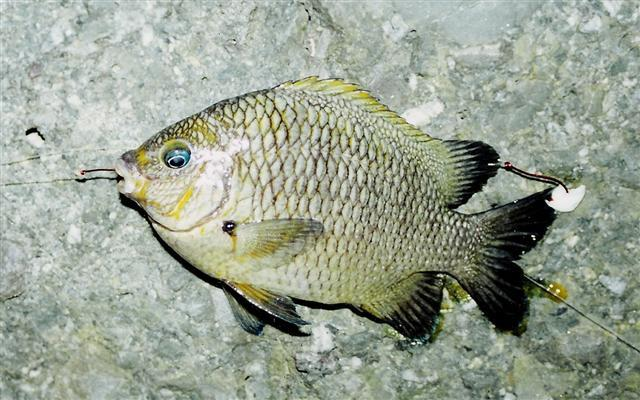
Abudefduf declivifrons
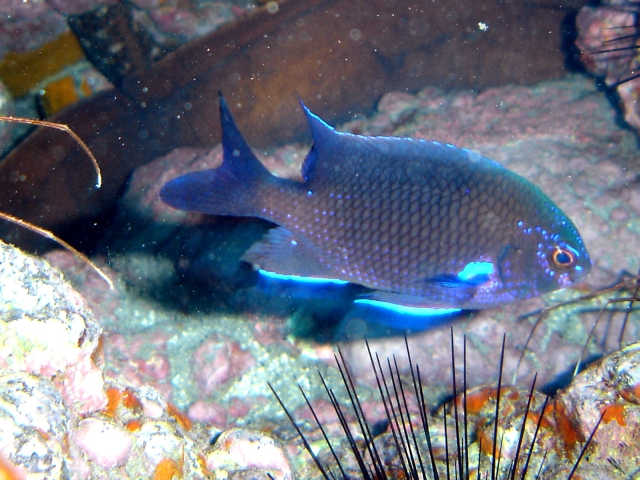
Abudefduf luridus
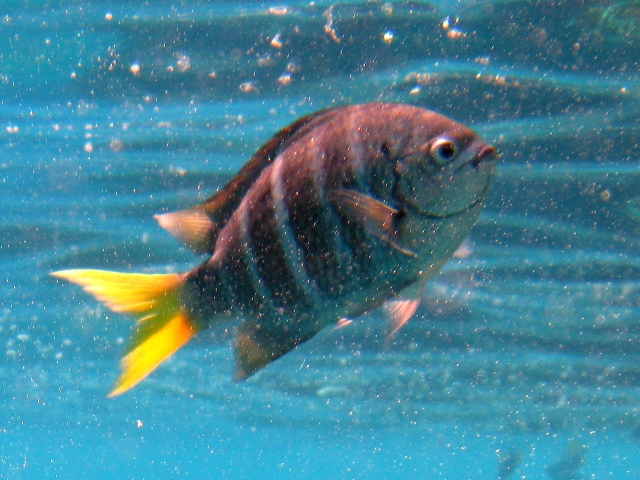
Abudefduf notatus
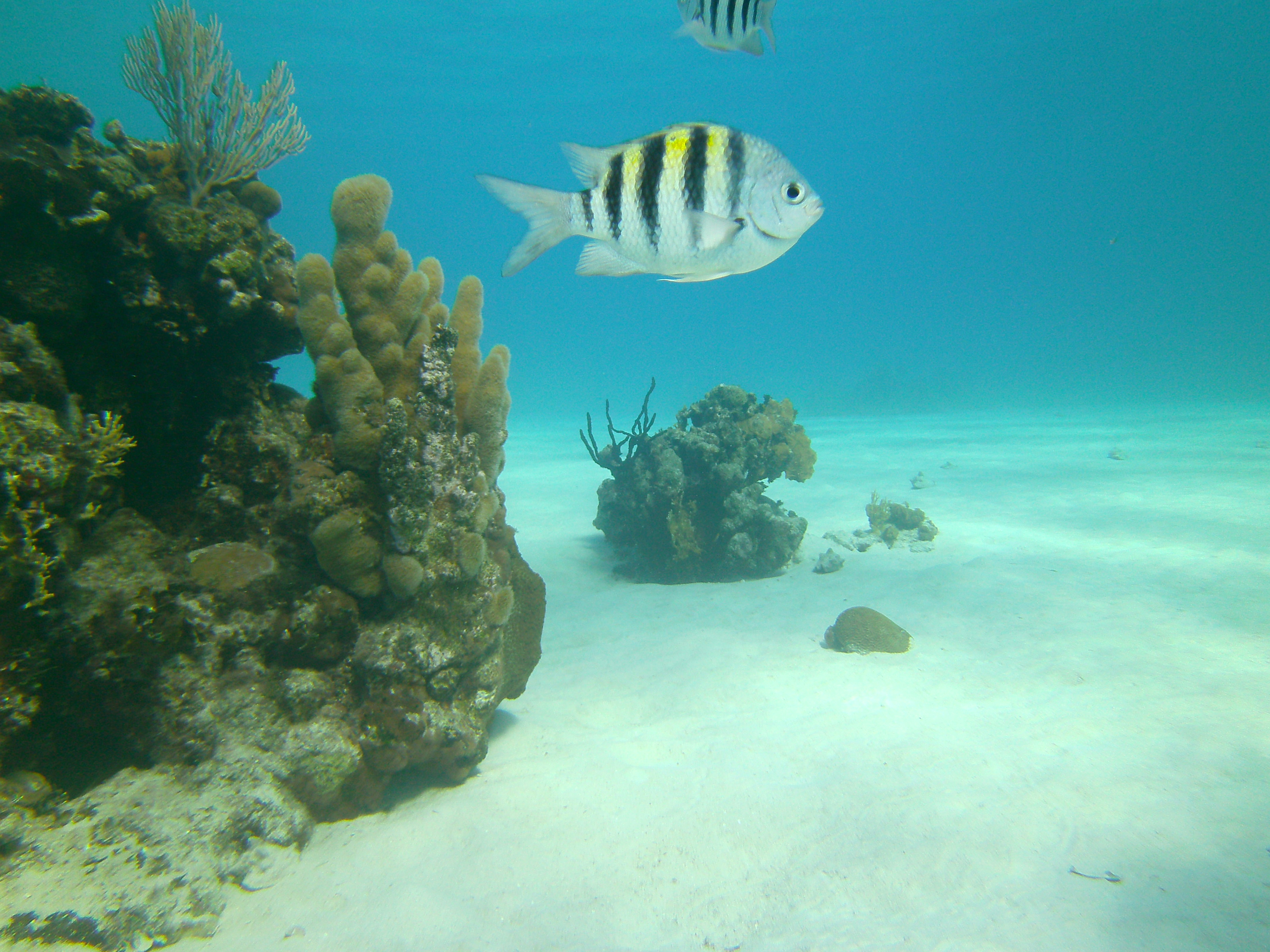
Abudefduf saxatilis
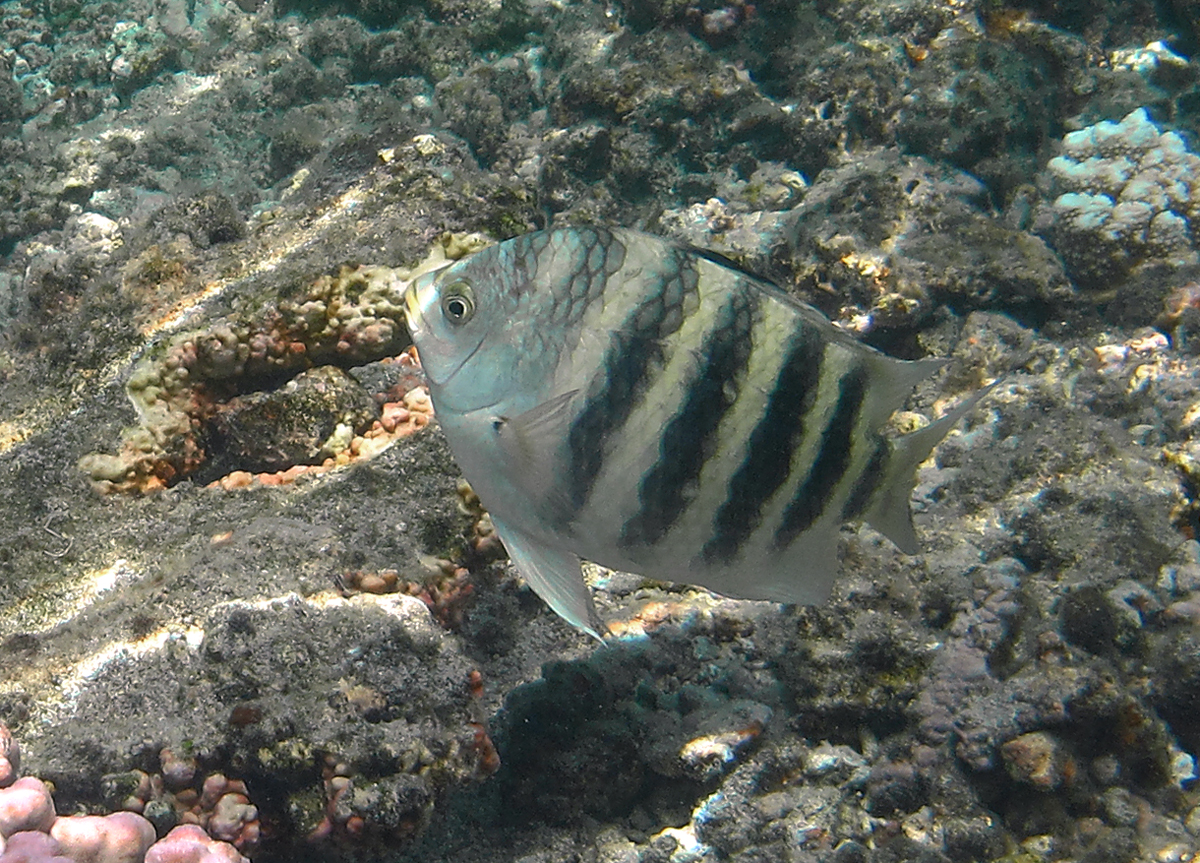
Abudefduf septemfasciatus
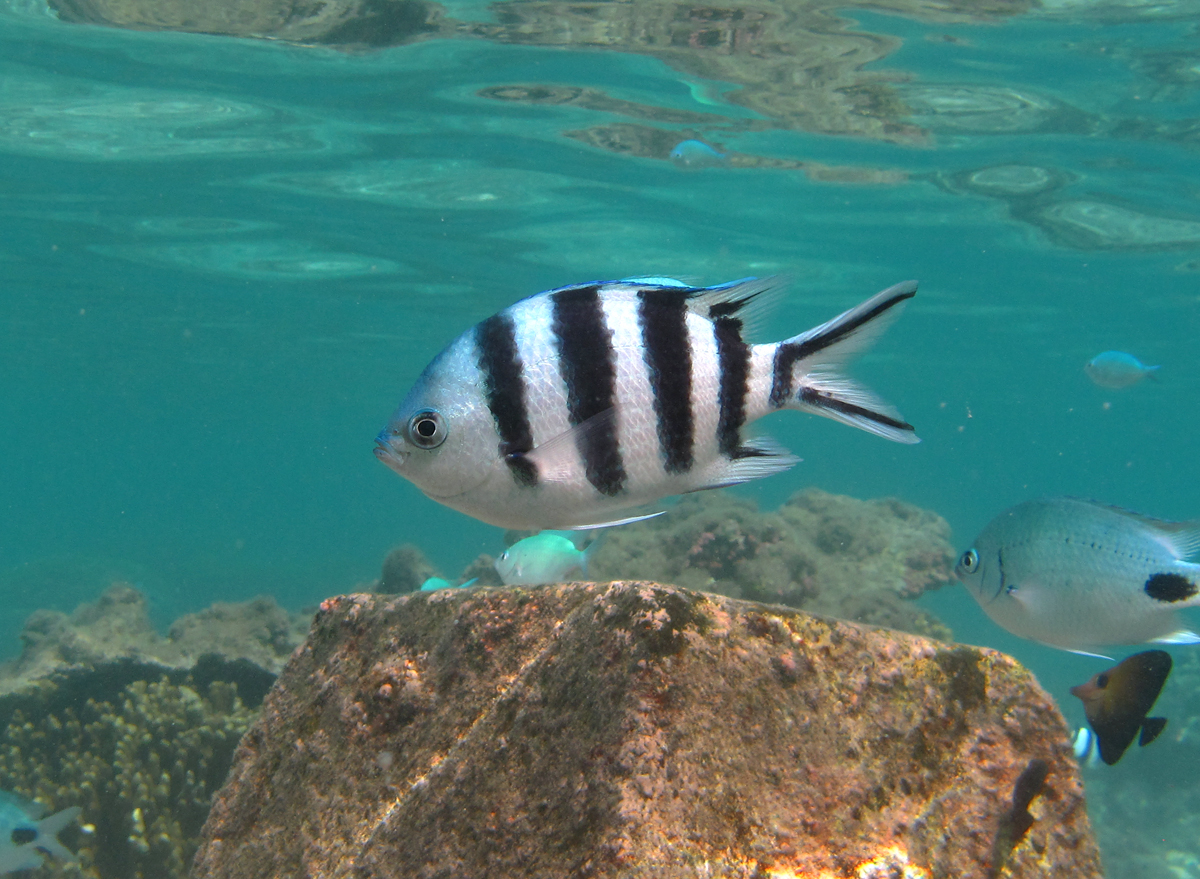
Abudefduf sexfasciatus
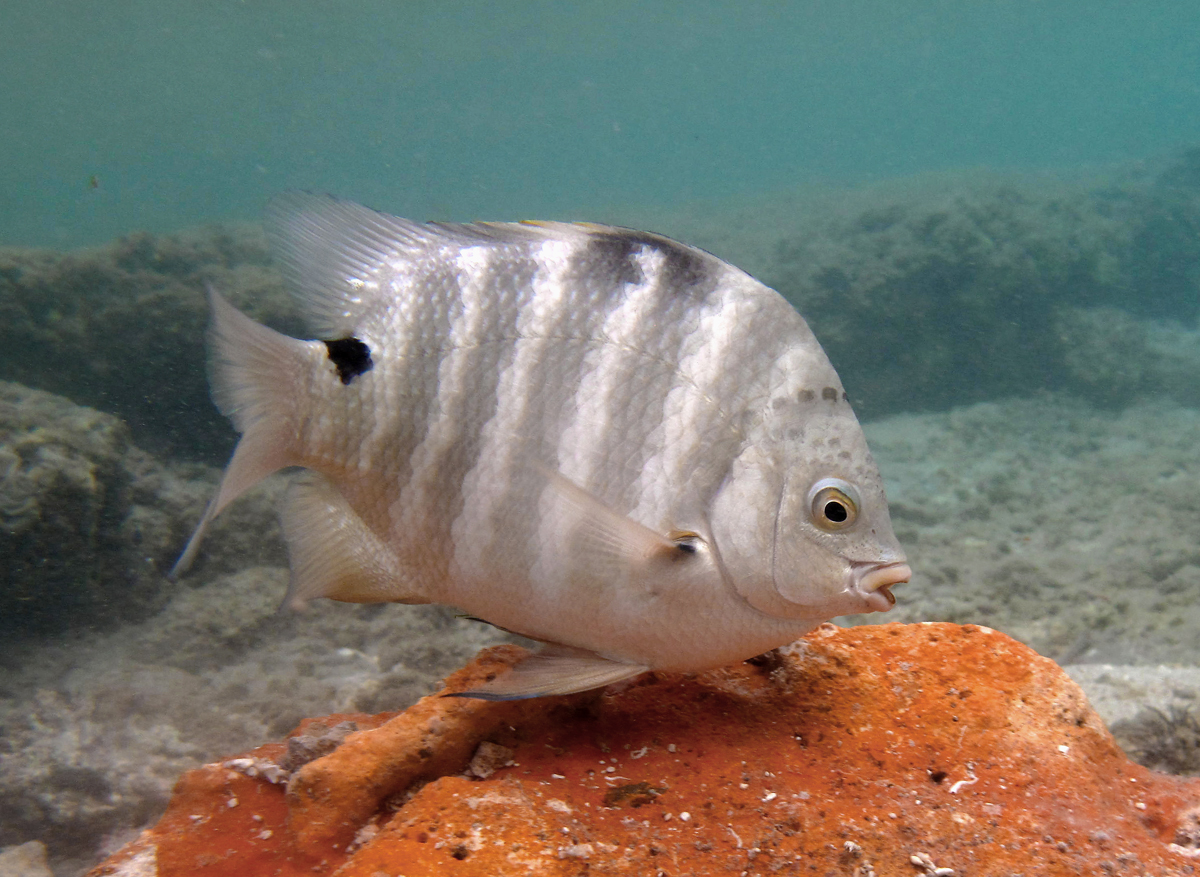
Abudefduf sordidus
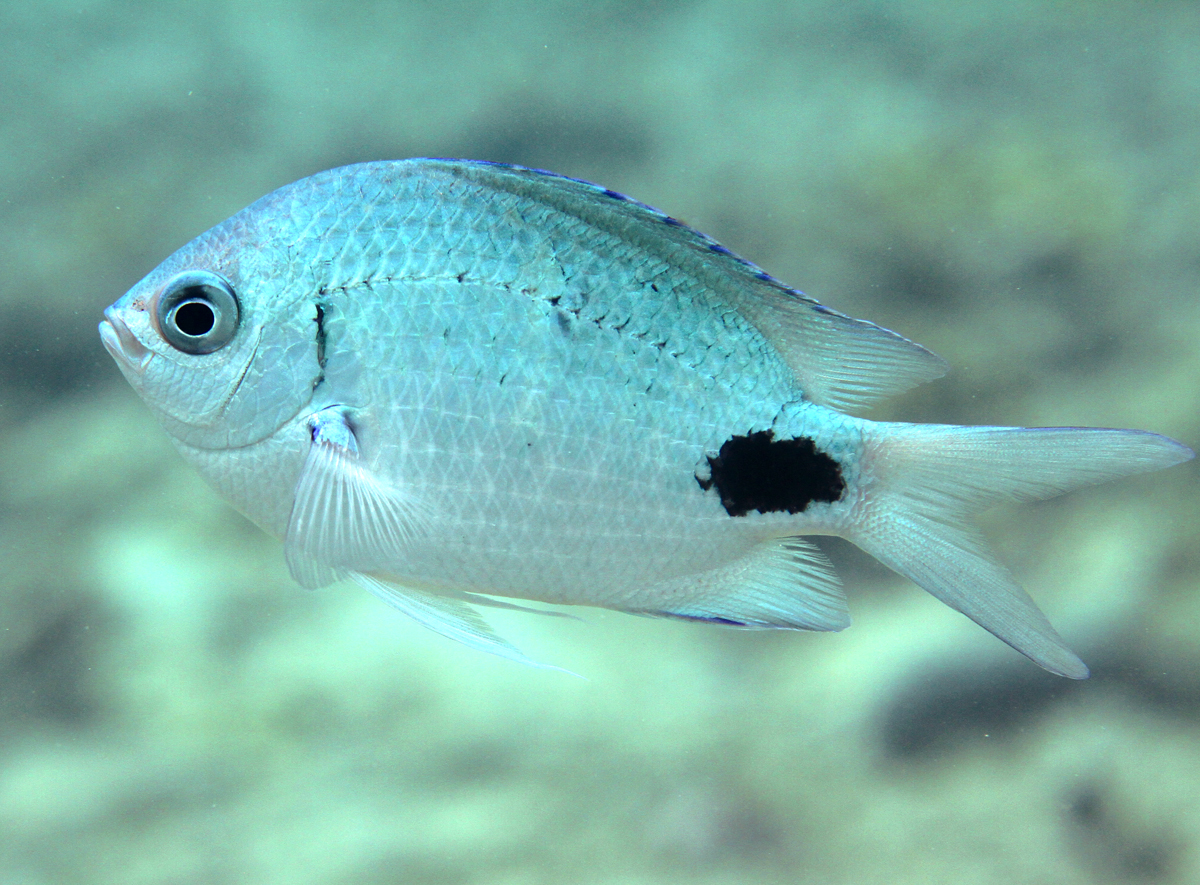
Abudefduf sparoides
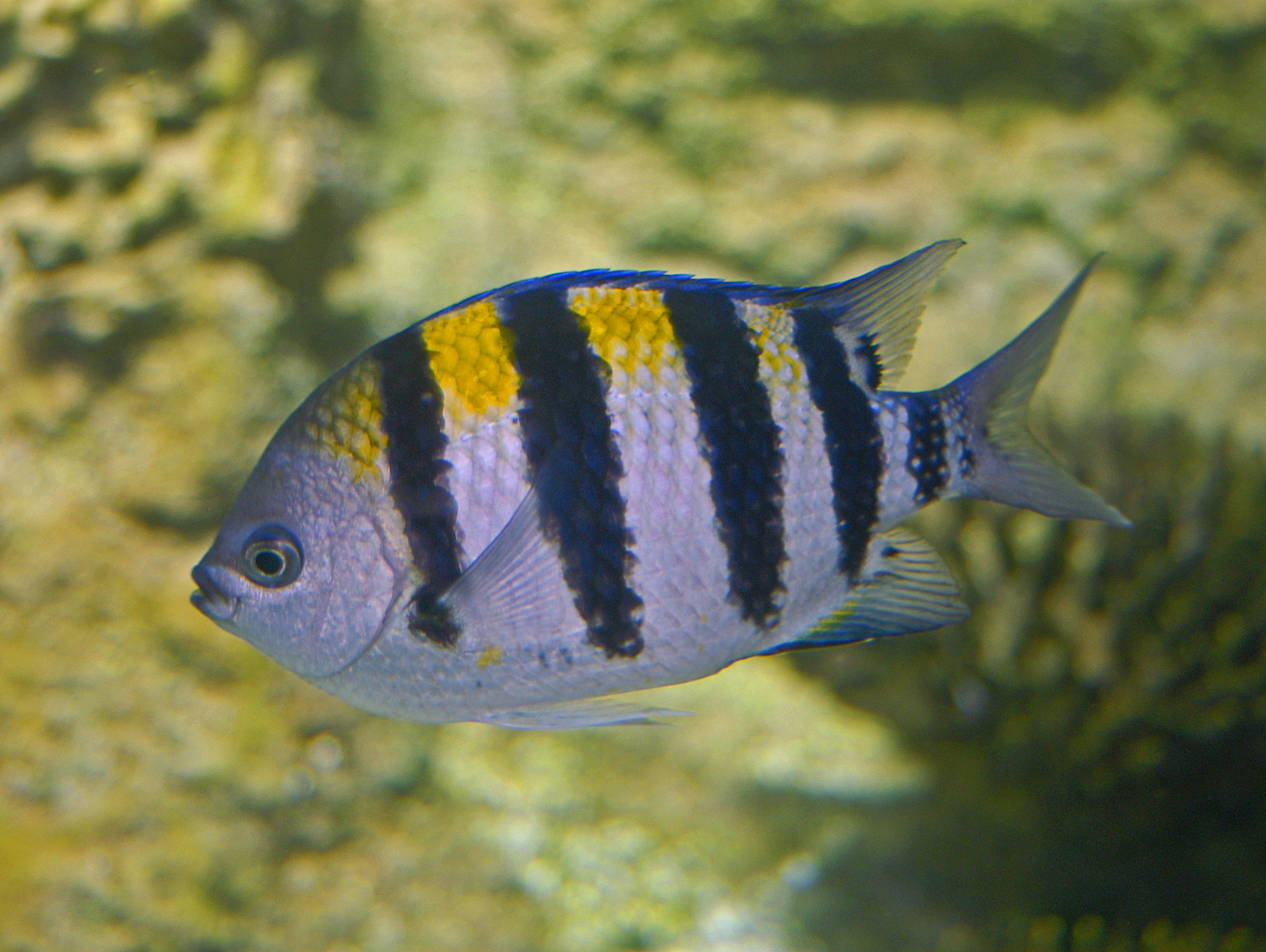
Abudefduf troschelii
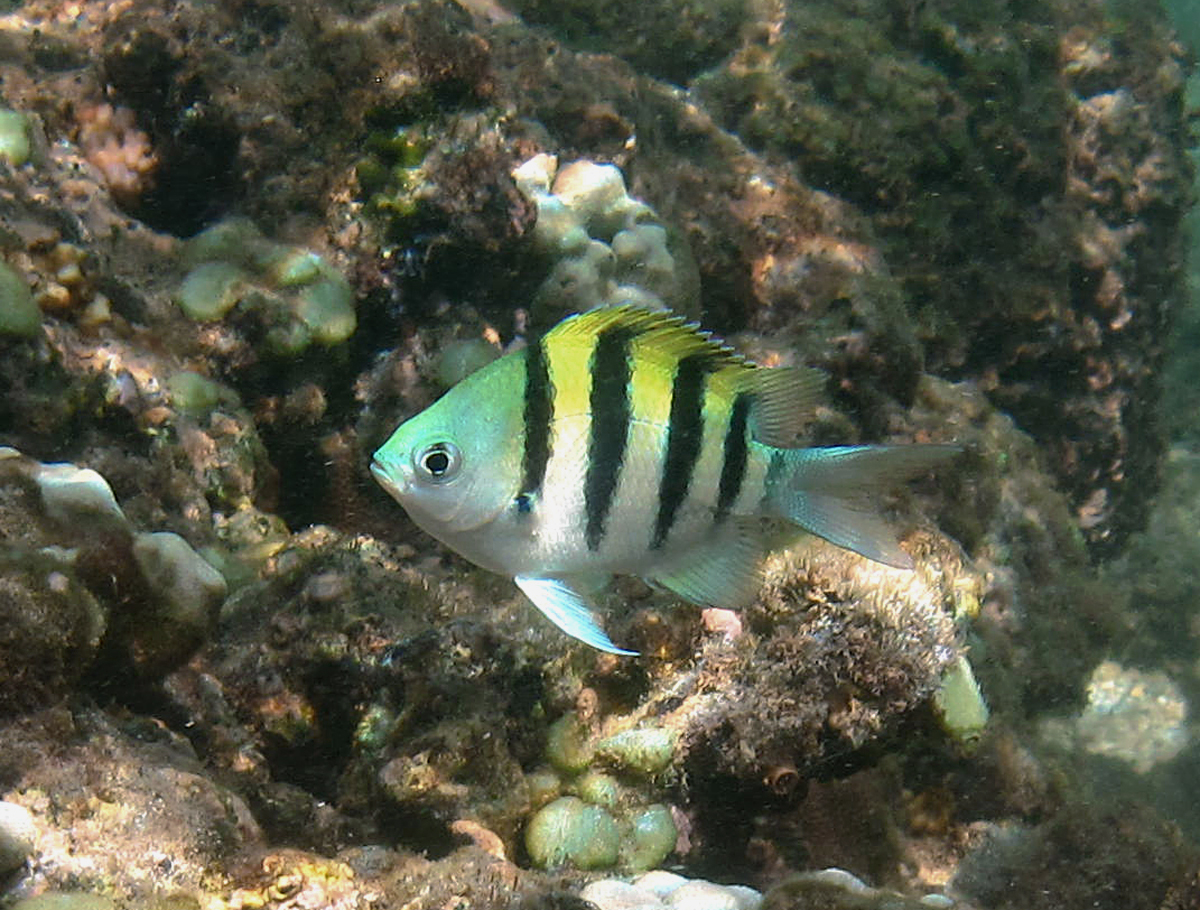
Abudefduf vaigiensis

## Synoniemen
Synoniemen die bekend zijn voor dit geslacht:
- Euschistodus Gill, 1862
- Glyphidodon Agassiz, 1846
- Glyphisodon Lacépède, 1802
- Indoglyphidodon Fowler, 1944
- Nexilarius Gilbert in Jordan and Evermann, 1896